# Nikolái Kopeikin
Nikolái Kopeikin –en ruso, Николай Копейкин– es un jinete soviético que compitió en la modalidad de doma.
Ganó una medalla de bronce en el Campeonato Mundial de Doma de 1966 y una medalla de plata en el Campeonato Europeo de Doma de 1967, ambas en la prueba por equipos.

## Palmarés internacional
| Campeonato Mundial | Campeonato Mundial | Campeonato Mundial | Campeonato Mundial |
| Año                | Lugar              | Medalla            | Categoría          |
| ------------------ | ------------------ | ------------------ | ------------------ |
| 1966               | Berna (Suiza)      | Medalla de bronce  | Por equipos        |
| Campeonato Europeo |                    |                    |                    |
| Año                | Lugar              | Medalla            | Categoría          |
| 1967               | Aquisgrán (RFA)    | Medalla de plata   | Por equipos        |